# Tasala
Tasala (arab. تسالة; fr. Tessala) – jedna z 52 gmin w prowincji Sidi Bu-l-Abbas, w Algierii, znajdująca się we wschodniej części prowincji. W 2008 roku gminę zamieszkiwało 7499 osób. Numer statystyczny gminy w Office National des Statistiques d'Algérie to 2202.